# Tsărkvitsa
Tsărkvitsa (bulgariska: Църквица) är ett distrikt i Bulgarien.   Det ligger i kommunen Obsjtina Nikola-Kozlevo och regionen Sjumen, i den nordöstra delen av landet, 300 km öster om huvudstaden Sofia.